# Ernest Duchesne

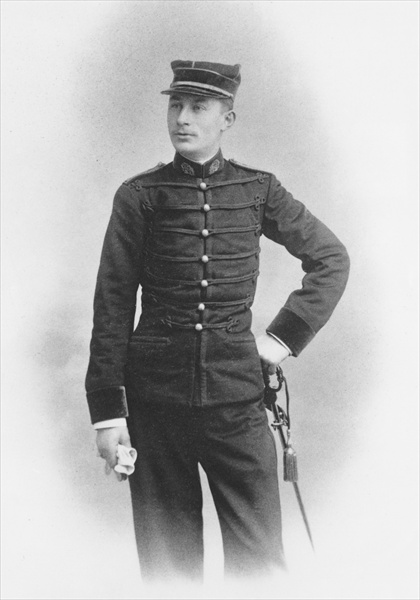
Ernest Duchesne

Ernest Duchesne (* 30. Mai  1874 in Paris, Frankreich; † 12. April  1912 in Amélie-les-Bains-Palalda) war ein französischer Militärarzt und gilt als erster Entdecker der antimikrobiellen Wirksamkeit von Schimmelpilzen. 

## Leben
Im Jahre 1894 trat Duchesne in die Militärakademie von Lyon (École du Service de Santé Militaire de Lyon) ein. Duchesne absolvierte ein einjähriges Praktikum in Val-de-Grâce. Anschließend wurde er zum médecin aide major de 2e classe (Sanitätsoffizier mit dem Dienstgrad Leutnant) ernannt und dem in Senlis stationierten 2. Husarenregiments attachiert. 1901 heiratete er die aus Cannes stammende Rosa Lassalas. Seine Ehefrau starb jedoch schon zwei Jahre später an Tuberkulose. 1904 erkrankte dann auch Duchesne selbst an einem Lungenleiden, vermutlich ebenfalls Tuberkulose. Drei Jahre später wurde er aus der Armee entlassen und in ein Sanatorium in Amélie-les-Bains geschickt. Dort starb er am 12. April 1912 im Alter von 37 Jahren. Er ist neben seiner Frau auf dem Friedhof Cimetière du Grand Jas in Cannes bestattet.

## Wissenschaftliches Werk
Duchesne machte bereits dreißig Jahre vor Alexander Fleming, dem Entdecker des Penicillins, die Beobachtung, dass bestimmte Schimmelpilze über antibiotische – also Bakterien abtötende – Eigenschaften verfügen. 
Bei seinen Forschungen half ihm die Beobachtung, dass die in dem Militärhospital beschäftigten arabischen Stallknechte die Sättel für die Pferde in einem dunklen, feuchten Raum aufbewahrten, um die Bildung von Schimmelpilzen zu fördern. Auf Duchesnes Frage, warum sie das täten, antworteten die Stallburschen, dadurch würden die Wunden, die durch das Scheuern der Sättel entstünden, schneller abheilen. Daraufhin bereitete Duchesne eine Lösung aus diesen Schimmelpilzen zu und injizierte sie mehreren erkrankten Meerschweinchen. Wie sich herausstellte, genasen alle Versuchstiere nach verabfolgter Injektion.
Anschließend studierte Duchesne die Wechselwirkung zwischen Escherichia coli und Penicillium glaucum in einer Reihe peinlich genau durchgeführter Experimente. Dabei stellte sich heraus, dass in einer Kultur, die lediglich diese beiden Spezies enthielt, der Pilz in der Lage war, das Bakterium zu eliminieren. Des Weiteren zeigte sich, dass ein Versuchstier, das mit einem Typhusbazillus in einer normalerweise tödlichen Dosis beimpft wurde, keinerlei Anzeichen einer Erkrankung zeigte, mithin also völlig gesund war –  sofern es zuvor ebenfalls mit Penicillium glaucum beimpft worden war (in dieser Hinsicht weichen die Ergebnisse von Duchesne also von den Ergebnissen von Fleming ab: der von Fleming entdeckte Stamm Penicillium notatum zeigte bei Typhus keinerlei Effekte).
Seine Doktorarbeit mit dem Titel Contribution à l’étude de la concurrence vitale chez les micro-organismes: antagonisme entre les moisissures et les microbes („Untersuchungen zum Überlebenskampf der Mikroorganismen: Der Antagonismus von Schimmelpilzen und Mikroben“), die er im Jahre 1897 zur Erlangung der Doktorwürde einreichte, war die erste wissenschaftliche Arbeit, die sich mit den Möglichkeiten eines therapeutischen Einsatzes von Schimmelpilzen aufgrund deren antimikrobieller Eigenschaften auseinandersetzte. Seinerzeit lehnte das Institut Pasteur die Doktorarbeit, die von dem damals völlig Unbekannten und gerade erst 23-Jährigen eingereicht worden war, ab. Duchesne drängte zwar auf mehr Forschungen, allerdings hinderte ihn der Militärdienst daran, auf diesem Gebiet weitere Aktivitäten zu entfalten.

## Ehrung
Im Jahre 1949, fünf Jahre, nachdem Alexander Fleming den Nobelpreis erhielt, wurde auch Duchesne von der französischen Académie nationale de Médecine posthum für seine Verdienste auf dem Gebiet der Mikrobiologie geehrt.